# Psectrocladius insularis
Psectrocladius insularis är en tvåvingeart som beskrevs av Stora 1945. Psectrocladius insularis ingår i släktet Psectrocladius och familjen fjädermyggor. Inga underarter finns listade i Catalogue of Life.